# Sancy (Meurthe-et-Moselle)
Sancy ist eine französische Gemeinde mit 363 Einwohnern (Stand 1. Januar 2022) im Département Meurthe-et-Moselle in der Region Grand Est (bis 2015 Lothringen). Sie gehört zum Arrondissement Val-de-Briey und zum Gemeindeverband Communauté de communes Cœur du Pays-Haut. Die Bewohner werden Sancéens und Sancéennes genannt.

## Geografie
Sancy liegt im nördlichen Teil des Départements, etwa 11 Kilometer nördlich von Val de Briey und etwa 17 Kilometer westlich von Thionville an der Grenze zum benachbarten Département Moselle. Die Gemeinde besteht aus den Gemeindeteilen Sancy Haut auf einem langgezogenen Bergsporn und Sancy Bas sowie den Weilern Bazonville und La Gare.
Nachbargemeinden von Sancy sind Beuvillers im Norden, Boulange (Département Moselle) im Nordosten, Fontoy (Département Moselle) im Osten, Lommerange (Département Moselle) im Südosten, Trieux und Tucquegnieux im Süden, Anderny im Südwesten sowie Audun-le-Roman im Nordwesten.

## Bevölkerungsentwicklung
| Jahr      | 1962 | 1968 | 1975 | 1982 | 1990 | 1999 | 2007 | 2019 |
| --------- | ---- | ---- | ---- | ---- | ---- | ---- | ---- | ---- |
| Einwohner | 334  | 390  | 315  | 353  | 327  | 327  | 340  | 315  |

## Sehenswürdigkeiten
- Pfarrkirche Saint-Brice aus dem 19. Jahrhundert
- Reste des alten Priorates und ehemalige Kirche Saint-Brice, deren nördliche Apsis und verbliebene nördliche Wand seit 1984 als Monument historique eingeschrieben sind[1]

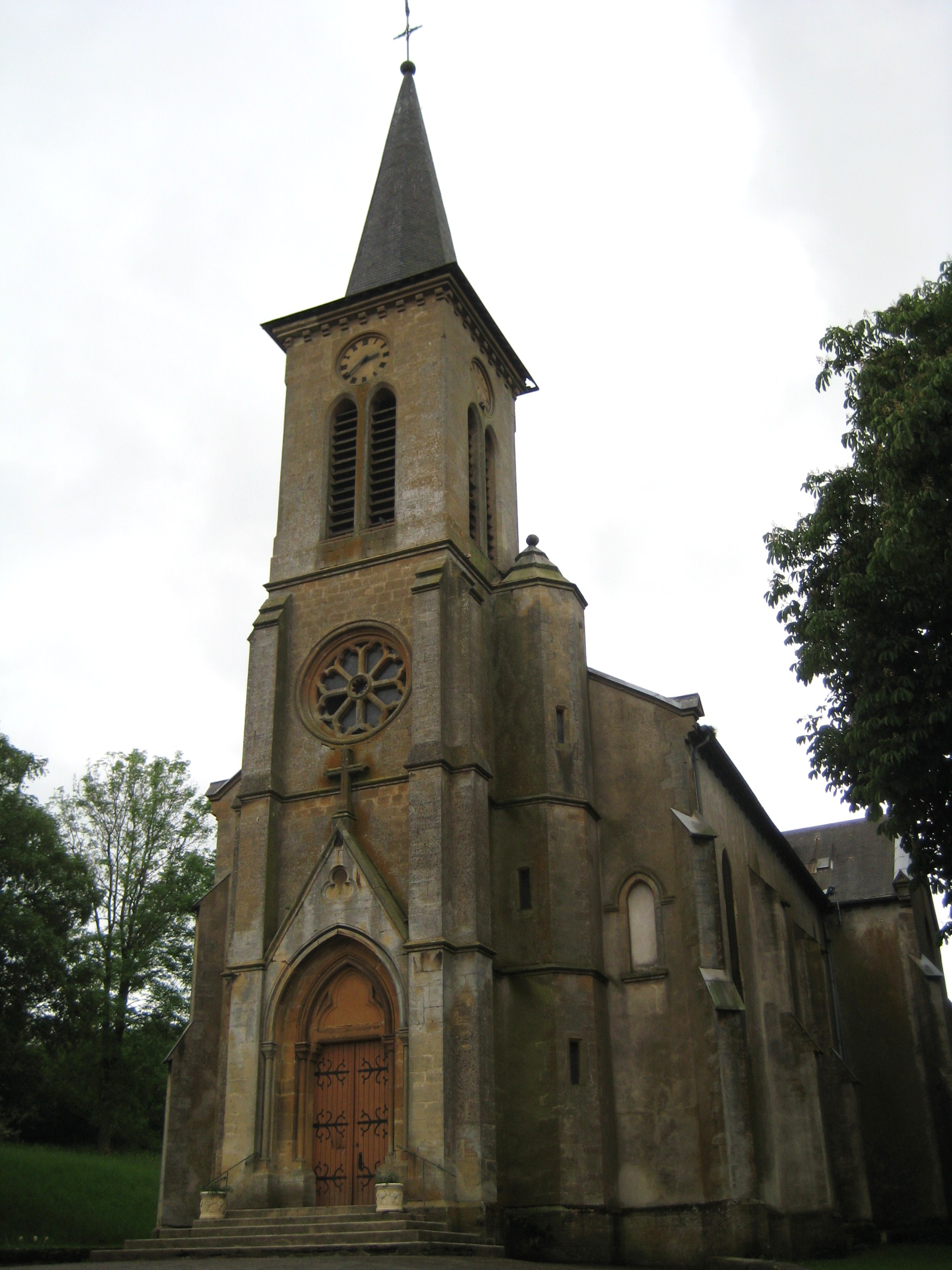
Pfarrkirche Saint-Brice
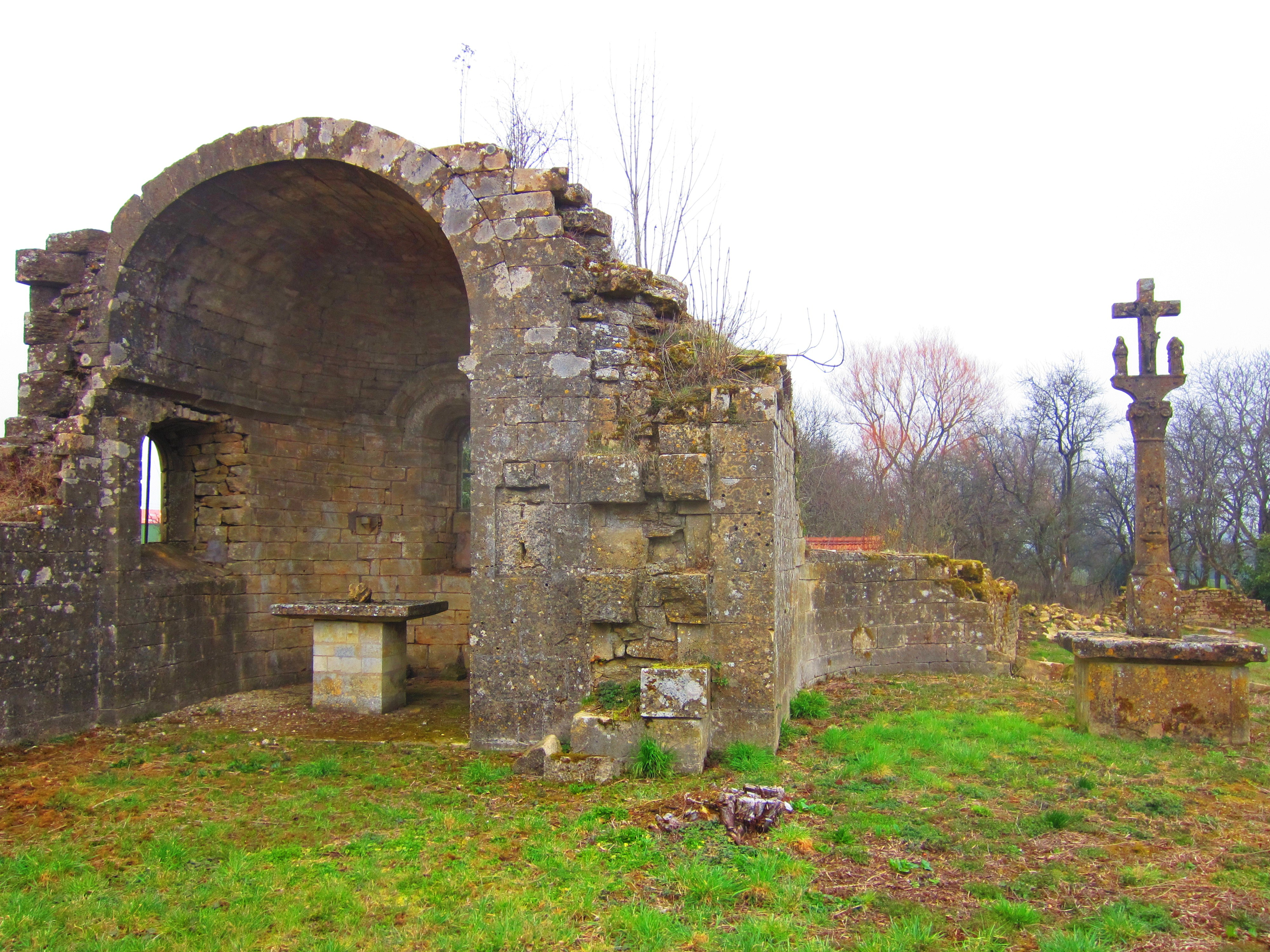
Reste des alten Priorates